# Herder-Gymnasium Forchheim
Das Herder-Gymnasium Forchheim ist ein Musisches, Sprachliches, Humanistisches und Wirtschaftswissenschaftliches Gymnasium in Forchheim (Oberfranken). Die Schule ist nach dem deutschen Dichter, Übersetzer, Theologen und Geschichts- und Kulturphilosophen der Weimarer Klassik Johann Gottfried von Herder benannt.

## Profil und Ausbildungsrichtungen
Am Herder-Gymnasium Forchheim können abhängig vom Zweig die folgenden Sprachenfolgen gewählt werden;
In der 5. Jahrgangsstufe kann als erste Fremdsprache zwischen Latein und Englisch – im wirtschaftswissenschaftlichen Zweig nur Englisch – gewählt werden.
Die zweite Fremdsprache ab der 6. Jahrgangsstufe ergibt sich daraus und ist dann Englisch oder Latein – im wirtschaftswissenschaftlichen Zweig kann zwischen Latein und Französisch gewählt werden.
In der 8. Klasse wählen die Schüler, die nicht den musischen oder wirtschaftswissenschaftlichen Zweig besuchen, die 3. Fremdsprache: Entweder Altgriechisch (humanistischer Zweig) oder Französisch (sprachlicher Zweig).
Es besteht für alle Schüler die Möglichkeit, spätbeginnend Italienisch  ab der 10. Klasse (im neunjährigen Gymnasium ab der 11. Klasse) anstatt der 1. oder 2. Fremdsprache zu belegen.
Es finden regelmäßig Schüleraustausche mit Biscarrosse (Frankreich) und Rovereto-Rofreit (Trentino-Südtirol, Italien) und eine Sprachreise nach Broadstairs (UK) statt.

## Geschichte
Das Herder-Gymnasium Forchheim wurde 1899 als Progymnasium – damals im Kloster untergebracht – gegründet. Darauf wurde in den Jahren 1903/1904 das heutige Hauptgebäude errichtet. Dieses Gebäude im Stil der Neorenaissance zählt heute zu den schönsten Bauwerken Forchheims. In der alten Aula des Gymnasiums, welche heute als Mensa genutzt wird, wurden 1961 Teile des Filmes Stadt ohne Mitleid gedreht.
Im Schuljahr 2024/25 feiert das Herder-Gymnasium sein 125-jähriges Bestehen.